# Djaoui Cissé
Djaoui Cissé (Juvisy-sur-Orge, 31 januari 2004) is een Frans-Malinees voetballer die doorgaans speelt als middenvelder. In februari 2024 debuteerde hij voor Stade Rennais.

## Clubcarrière
Cissé speelde in de jeugd van US Grigny en Brétigny Foot, voor hij in 2019 werd opgenomen in de opleiding van Stade Rennais. Deze doorliep hij en vanaf 2021 maakt hij onderdeel uit van het belofteteam van de club. De middenvelder tekende in februari 2024 zijn eerste professionele contract bij de club, tot medio 2027. Later die maand maakte Cissé ook zijn officiële debuut. Op 18 februari 2024 werd door een doelpunt van Warmed Omari, twee van Martin Terrier en een tegentreffer van Chrislain Matsima met 3–1 gewonnen van Clermont Foot. Cissé mocht van coach Julien Stéphan in de blessuretijd van de tweede helft invallen voor Amine Gouiri. Later dat seizoen speelde hij nog een wedstrijd in het eerste elftal.
Tijdens het seizoen 2024/25 moest Cissé tot speelronde 20 wachten voor zijn eerstvolgende optreden in de Ligue 1. Sinds de aanstelling van Habib Beye als nieuwe hoofdtrainer had de middenvelder een basisplaats in veertien van de vijftien resterende competitiewedstrijden; in de vijftiende was hij geschorst. Op 2 maart 2025 scoorde Cissé voor het eerst in het eerste elftal. Na een openingstreffer van Seko Fofana verdubbelde hij de voorsprong tegen Montpellier. Uiteindelijk zorgden goals van Lorenz Assignon en Arnaud Kalimuendo voor de eindstand: 0–4. Begin april werd zijn verbintenis opengebroken en met twee jaar verlengd tot en met het seizoen 2028/29.

## Clubstatistieken
| Seizoen | Club          | Competitie | Competitie | Competitie | Beker | Beker | Internationaal | Internationaal | Totaal | Totaal |
| Seizoen | Club          | Competitie | Wed.       | Dlp.       | Wed.  | Dlp.  | Wed.           | Dlp.           | Wed.   | Dlp.   |
| ------- | ------------- | ---------- | ---------- | ---------- | ----- | ----- | -------------- | -------------- | ------ | ------ |
| 2023/24 | Stade Rennais | Ligue 1    | 2          | 0          | 0     | 0     | 0              | 0              | 2      | 0      |
| 2024/25 | Stade Rennais | Ligue 1    | 14         | 1          | 0     | 0     | —              | —              | 14     | 1      |
| Totaal  | Totaal        | Totaal     | 16         | 1          | 0     | 0     | 0              | 0              | 16     | 1      |

Bijgewerkt op 17 juni 2025.